# Sarah Boberg
Sarah Boberg, född 25 augusti 1966 i Roskilde är en dansk skådespelare. Hon är dotter till konstnären Jørgen Boberg.
Boberg har varit med i ett antal filmer och TV-serier som: Alldeles i närheten, Bänken, Det är mitt liv!, Hotellet och Bron.